# 石川県道188号三反田松任線
石川県道188号三反田松任線（いしかわけんどう188ごう さんたんだまっとうせん）は、石川県能美郡川北町と同県白山市を結ぶ一般県道（石川県道）である。

## 路線概要
- 起点：石川県能美郡川北町字三反田北11番地1地先（＝三反田北交差点・石川県道103号鶴来水島美川線交点）
- 終点：石川県白山市平松町330番地先（＝石川県道174号安吉松任線交点）

起点は、能美郡川北町三反田の北端、川北町と白山市との市町境付近。起点より北上し、白山市山島台ニュータウンを縦貫し、漆島町、矢頃島町や向島町などの山島地区にある島集落を抜ける。白山市向島町よりやや西に傾きながらも北上し、白山市立松南小学校の東を経て、終点に至る。
当県道の通る川北町地内は、起点の三反田北交差点部分の0.006km（＝6m）のみであり、実質的には起点にあたる三反田北交差点の敷地内の一部である。

## 歴史
- 1960年（昭和35年）10月15日：路線認定。かつて、起点と交差する石川県道103号鶴来水島美川線は三反田集落内を横断していた。三反田集落内の狭隘部をバイパスする現在のルートが開通した後、本路線の起点も集落内にあった交点から現在地に移動している。

## 通過する自治体
- 石川県
  - 能美郡川北町 - 白山市

## 接続道路
- 石川県道103号鶴来水島美川線（能美郡川北町三反田・三反田北交差点：起点）
- 石川県道22号金沢小松線（石川県道58号鶴来美川インター線重複）（白山市向島町・向島町北交差点）
- 石川県道184号松本木津線（白山市乙丸町・乙丸町交差点）
- 石川県道174号安吉松任線（白山市平松町：終点）

## 周辺
- 手取川
- 松任先端技術団地
- 山島台ニュータウン（新興住宅地）
- 松任グリーンパーク
- 石川ソフトリサーチパーク
  - 金沢工業大学 やつかほリサーチキャンパス
- 白山市立松南小学校